# 鍾浩然
鍾浩然，香港瑪麗醫院急症科副顧問醫生及香港政府飛行服務隊前飛行醫官。另為香港大學醫學院麻醉學系名譽臨床助理教授、香港聖約翰救傷隊前助理監督（醫官）、香港航空青年團醫療中隊前上尉及《香港急症醫學期刊》前編輯。

## 外部連結
- 鍾浩然 揭秘急症室 （页面存档备份，存于）
- 急症科醫生鍾浩然：大部分病症可在30秒內斷症 （页面存档备份，存于）